# Banksia ser. Tetragonae
Banksia ser. Tetragonae es una serie taxonómica en el género Banksia. Se compone de tres especies estrechamente relacionadas de arbusto erectos con inflorescencias colgantes en la sección Banksia.

## Especies
- Banksia lemanniana
- Banksia caleyi
- Banksia aculeata